# Comisión de Estudio de las Bases de la Reforma Constitucional
La Comisión de Estudio de las Bases de la Reforma Constitucional fue un grupo de trabajo creado en mayo de 2001 por el gobierno de Valentín Paniagua con la finalidad de evaluar y proponer reformas constitucionales a la Constitución Política de 1993. La comisión fue dirigida por el jurista Domingo García Belaúnde, elegido vicepresidente por los demás miembros.

## Historia
Mediante Decreto Supremo Nº 018-2001-JUS, el presidente Valentín Paniagua creó la Comisión de Estudio de las Bases de la Reforma Constitucional del Perú, con el objetivo de que sobre la base del estudio de las normas de la Constitución de 1993, proponga:
1. Las normas constitucionales que podrían ser reformadas, a partir de la evaluación de su contenido, de su análisis sistemático y de la regulación de las instituciones políticas.
2. Las opciones sobre el contenido de las reformas propuestas
3. El procedimiento para desarrollar las reformas constitucionales propuestas

El 31 de mayo de 2001, el gobierno de transición designó a un grupo de 28 juristas que se encargarían de las tareas encomendadas.
La Comisión se instaló el 7 de junio de 2001 en el Ministerio de Justicia.

### Subcomisiones
- Preámbulo, derechos, deberes, régimen de excepción, Defensoría del Pueblo y procesos constitucionales.
- Régimen económico
- Congreso y Gobierno
- Administración de justicia
- Defensa nacional y orden interno
- Régimen electoral
- Descentralización
- Estado y nación, tratados, función pública y reforma constitucional.

### Procedimientos para una reforma
La comisión concluyó tres alternativas para realizar una reforma:

#### Primera alternativa
La Comisión propuso, como primera alternativa, que el Congreso de la República declare la nulidad de la Constitución de 1993 y declarar la vigencia de la Constitución de 1979. Sin embargo, en el mismo acto, se deberían convalidar todos los actos realizados bajo la vigencia del texto de 1993. En ese sentido, propuso que las elecciones generales de 2001 sea reconocidas, al igual que los tratados internacionales sobre Derechos Humanos, la institución de la Defensoría del Pueblo, entre otros. En esta misma alternativa, la Comisión propuso convocar a elecciones para una Asamblea constituyente de 80 miembros para que introduzcan los cambios a la Constitución de 1979 en un plazo de seis meses. Finalmente, la Comisión propuso, en esta alternativa, que los cambios efectuados sean ratificados por un referéndum posterior.

#### Segunda alternativa
Como segunda alternativa, la Comisión propuso una reforma total de la Constitución, en el cual se incorpore el texto de la Constitución de 1979 a la Constitución vigente. Dicho proceso sería realizado por el Congreso de la República en dos legislaturas ordinarias sucesivas o en una legislatura y en un posterior referéndum. En esta alternativa también se contempló introducir las reformas de actualización al texto de 1979.

#### Tercera alternativa
Como tercera alternativa, la Comisión propuso aprobar una ley de referéndum, para consultar a la Nación si quiere retornar a la Constitución de 1979 y, si es así, convocar a una Asamblea constituyente para que reforme, actualice y ponga en práctica dicha constitución. En todo caso, también se podría aprobar una ley de referéndum para que el pueblo decida si quiere que se apruebe una nueva Constitución que recoja lo mejor de la tradición histórica.

## Miembros
- Diego García-Sayán Larrabure (Ministro de Justicia, Presidente de la Comisión)

Comité de Coordinación:
- Domingo García Belaúnde (Vicepresidente de la Comisión)
- Javier de Belaunde López de Romaña
- Samuel Abad Yupanqui
- Alberto Borea Odría
- Francisco Eguiguren Praeli
- Jorge Danós Ordóñez
- Javier Alva Orlandini

Miembros:
- Jorge Avendaño Valdez
- Martín Belaúnde Moreyra
- Enrique Bernales Ballesteros
- Carlos Blancas Bustamante
- Ernesto Blume Fortini
- Roger Cáceres Velásquez
- Patricia Donayre Pasquel
- Ernesto de la Jara Basombrío
- Eloy Espinosa-Saldaña Barrera
- Gerardo Eto Cruz
- Carlos Fernández Sessarego
- Raúl Ferrero Costa
- Magdiel Gonzáles Ojeda
- Baldo Kresalja Rosselló
- César Landa Arroyo
- Beatriz Merino Lucero
- Sigfrido Orbegoso Venegas
- Víctor Julio Ortecho Villena
- Jorge Santistevan de Noriega
- César Valega García
- Armando Zolezzi Möller

Secretaría técnica:
- Juan Jiménez Mayor (viceministro de Justicia, secretario técnico)

## Procesos posteriores
Luego de las alternativas propuestas por la comisión, el ente legislativo optó por otra ruta no contemplada en el informe el 16 de diciembre de 2001, cuando se determinó que la propia entidad tomaría el relevo de la reforma constitución. Esta medida generó controversia, ya que se propusieron varios proyectos de ley (267/2001-CR 607/2001-CR y  611/2001-CR) para anular la constitución de 1993 y permanecer la de 1979 y viceversa (1081/2001-CR y 1514/2001-CR). La medida de llevar a un referendo fue rechazada por el Tribunal Constitucional.
Finalmente, el pleno del Congreso entregó a la Comisión de Constitución, Reglamente y Acusaciones Constitucionales, presidida por Henry Pease, la misión de coordinar la redacción un proyecto integral de constitución para que este fuera aprobado mediante el mecanismo preexistente del artículo 206. El trabajo de redacción incluyó a los miembros mismos de la Comisión de Constitución, así como el trabajo de un comité asesor presidido por el expresidente Paniagua; asimismo, se organizaron seis subgrupos de trabajos temáticos conformados por parlamentarios y expertos, y un grupo de trabajo para conciliar la propuesta de derechos laborales que incluía a empresarios, sindicatos y otros actores. La Comisión de Constitución publicó un Anteproyecto de Reforma Constitucional el 5 de abril de 2002, con un borrador de texto constitucional, para su discusión pública; y, después de recibir comentarios, aprobó un proyecto de ley de reforma constitucional que incluía un texto constitucional íntegro que presentó al pleno del Congreso en julio de ese mismo año. El texto fue aprobado en primera votación en el primer semestre del 2003, pero no fue ratificado en segunda votación y resultó archivado.
Con posterioridad, Javier Diez Canseco animó a convocar una nueva asamblea debido a que «los peruanos no tienen por qué aguantar el comportamiento demostrado por los parlamentarios y tienen el derecho a elegir una Constituyente para producir cambios fundamentales frente al desprestigio del sistema político y económico».